# Gufufoss
Gufufoss (che in lingua islandese significa: cascata del vapore), è una cascata situata nella regione dell'Austurland, nella parte orientale dell'Islanda.

## Descrizione
La cascata si trova lungo il corso del fiume Fjarðará, che trae la sua origine dal lago Heiðarvatn nell'altopiano di Fjarðarheiði; il fiume forma Gufufoss con un salto di 27 metri da una parete di rocce basaltiche. Durante la stagione estiva la portata del fiume viene enormemente aumentata dallo scioglimento delle nevi e la cascata risulta costantemente avvolta da una nube di vapore acqueo che le conferisce il nome. Lungo il corso del fiume ci sono più di dieci cascate nell'area circostante.
Prima di arrivare al villaggio di Seyðisfjörður, l'acqua viene utilizzata nella centrale elettrica di Fjarðarselsvirkjun.

## Accesso
L'accesso alla cascata può avvenire da sud tramite la strada F93 Seyðisfjarðarvegur, che conduce sul Fjarðarheiði e collega Seyðisfjörður con Egilsstaðir.